# Chiesa di San Domenico (Cagliari)
La chiesa di San Domenico è una chiesa di Cagliari. Sorge in piazza San Domenico, nel quartiere di nome Villanova. La chiesa è officiata dai frati Domenicani, che abitano il vicino convento.

## Storia
L'antica chiesa di san Domenico, gioiello dell'architettura gotico-catalana a Cagliari, venne quasi del tutto distrutta durante i bombardamenti del 1943. Sopra i suoi resti, che oggi costituiscono la cosiddetta Cripta di San Domenico, venne eretta, tra il 1952 e il 1954, l'attuale chiesa in stile moderno ad opera dell'architetto Raffaello Fagnoni.

## Descrizione
La chiesa è annunciata da un alto e severo campanile e dalla singolare cupola ellissoidale, che sorge di fronte alla facciata e di poco staccato da essa.
La caratterizzazione esterna dell'edificio è data dal paramento, in blocchi a vista di calcare bianco di Bonaria.
Il prospetto principale, in cima a una scalinata che collega la chiesa alla piazza antistante, è a terminale piatto, con tre portali alti e ristretti nella parte inferiore e un finestrone orizzontale che caratterizza la parte superiore. L'interno è a pianta rettangolare, con navata unica e presbiterio anch'esso a pianta rettangolare ma più stretto rispetto all'aula. Dalle pareti laterali partono i costoloni in cemento armato che vanno ad incrociarsi sulla volta, ricordando l'andamento delle volte a crociera stellata, vanto dell'antica chiesa gotica di San Domenico.
L'area presbiteriale, con l'altare maggiore e il coro dei frati, è innalzata rispetto al pavimento dell'aula tramite uno scalone; la parete di fondo del presbiterio è dominata dalle canne dell'organo, costruito dalla ditta Balbiani Vegezzi Bossi di Milano negli anni 1950, e da un mosaico a grandi tessere di ceramica raffigurante san Domenico.
L'aula è segnata, nel senso longitudinale, da tre gradini per lato che danno vita a due pseudo-navate contigue alla navata centrale, che così risulta depressa rispetto ad esse.
Sulla pseudo-navata laterale sinistra era stato eretto originariamente un pulpito a pianta esagonale sorretto da un pilastro tronco conico svasato verso l'alto; l'accesso al pulpito era reso possibile grazie ad una scala metallica amovibile; le superfici del pulpito erano interamente rivestite da tessere di un mosaico con fondo oro e figure di santi; alla fine degli anni '60 il pulpito venne rimosso con una decisione presa, verosimilmente, dal rettore pro-tempore del convento. Di quegli anni è anche la nicchia, ubicata a metà della parete di sinistra della chiesa, creata per ospitare la preziosa statua seicentesca della Madonna del santo Rosario. Le dimensioni della nicchia, tuttavia, si dimostrarono insufficienti per ospitare degnamente la satua, collocata stabilmente sulla portantina processionale, viene esposta ai fedeli alternativamente nella chiesa superiore o in quella inferiore, a seconda delle stagioni.
Negli anni novanta la chiesa superiore ha subito delle modifiche per adeguare la stessa alle mutate norme sulla celebrazione della santa messa, secondo quanto previsto dalla Chiesa madre; le modifiche hanno comportato, nel presbiterio, la distruzione dello snello altare di progetto (che aveva un originale tabernacolo in legno di mogano a forma tronco conica) con la creazione di una mensa costituita da un distonico e tozzo parallelepipedo affiancato da due leggii, altrettanto tozzi e distonici, rivestiti in un lastrame di granito grigio e che, come detto, mal si adattano al marmo in calcare di Trani presente in tutte le pavimentazioni interne della chiesa, oltre che allo stile ed al gusto dell'architetto progettista.
Un'ulteriore discrasia stilistica fu compiuta, con l'intervento sopra descritto, con la creazione di altri due tozzi altari-parallelepipedi in granito grigio sulle pareti di fondo delle due pseudo-navate laterali.
Nonostante questi interventi la chiesa superiore di san Domenico rappresenta, forse, l'unico intervento di qualità realizzato a Cagliari nel secondo dopoguerra. Della chiesa inferiore gotico catalana, come detto, è rimasta intatta la sola cappella della Madonna del santo rosario, ubicata nel fianco sinistro ed in prossimità del presbiterio; è andato tuttavia disperso il retablo ligneo seicentesco che ospitava la statua della Madonna, oltre a numerosi quadri e formelle alcune delle quali sono ancor oggi presenti nella chiesa e nel convento.